# Єгорушкіна Катерина Владиславівна
Катерина Владиславівна Єгорушкіна (нар. 30 жовтня 1984, м. Бровари) — український прозаїк, поетка, казкарка, психолог. Практикує арт-терапію. Член Національної спілки письменників України (з 2012 року).
Єгорушкіна є авторкою інноваційних проектів для компаній та спікеркою TED.

## Життєпис
Почала писати вірші з 7 років, а в 11 спробувала написати свій перший роман.
У 15 років познайомилась із літераторами свого містечка, почала відвідувати літературно-мистецьке об'єднання «Криниця».
2007 року закінчила бакалавратуру Києво-Могилянської академії. На другому році навчання у Києво-Могилянської академії отримала Грант президента України для обдарованої молоді, на який видала свою першу поетичну збірку «Пульсація миті», передмову до якої написав відомий український письменник Ігор Павлюк.
З часом долучилась до літературних студій «Радосинь» і «Свіча-до-слова».  З 20 років пише казки і займається казкотерапією.
Учасниця проекту для молодих літераторів «Літреактор» (2010 р.).
Працювала авторкою та ведучою радіопередачі «Чарівний світ казок» на радіо «Марія» (2012—2013).
У березні 2014 року була одним з підписантів «Заяви від діячів культури України до творчої спільноти світу» що російської агресії.
Авторка проекту «Майстерня доброї казки». Творчий доробок нараховує одинадцять книжок для дітей і одну для дорослих.

## Творчість

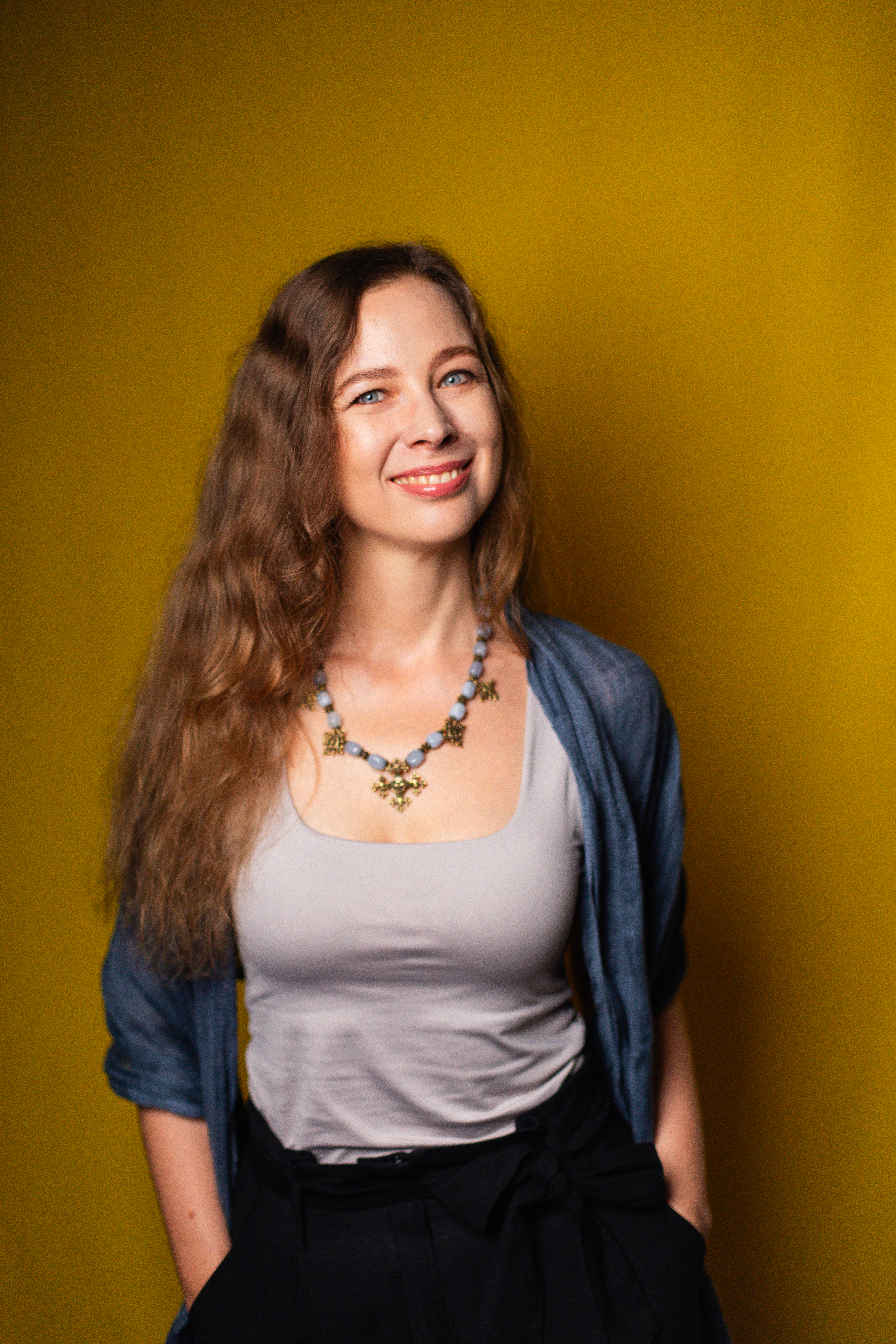
Катерина Єгорушкіна (жовтень 2024 року)

- Пульсація миті: поезія / Передм. Ігоря Павлюка;— К.: Унів. вид-во ПУЛЬСАРИ, 2006. — 120 с.: іл.
- Музична подорож Золотого Каштанчика. — Коломия, 2010.
- Країна Сніговія (казкова повість) /серія «Музична казкотерапія для малят». — К.: Видавництво Стефана Недериці «Classica», 2011 (2-ге вид. — 2012, 3-тє вид. — 2013).
- Будиночок з води (казкова повість) /серія «Музична казкотерапія для малят». — К.: Видавництво Стефана Недериці «Classica», 2011 (2-ге вид. — 2012; 3-тє вид., видання рос. мовою — 2012).
- Дерево Щастя  / серія «Казкотерапія»/ (інтерактивна книжка).
- Птахи та Янголи (казкова повість) /серія «Музична казкотерапія для малят». — К.: Видавництво Стефана Недериці «Classica», 2014.
- Чубчик / серія «Classica — мацьопам». — К.: Видавництво Стефана Недериці «Classica», 2016.
- Ляля сонькає / серія «Classica — мацьопам». — К.: Видавництво Стефана Недериці «Classica», 2016.
- Пригоди Штанька (казкова повість) /серія «Музична казкотерапія для малят». — К.: Видавництво Стефана Недериці «Classica», 2017.
- Арчі (екоказка). — Київ — Івано-Франківськ: Екологічне Бюро УГКЦ. — 2017.
- Тінь моєї киці / серія «Classica — мацьопам». — К.: Видавництво Стефана Недериці «Classica», 2019.
- Чубчик у лісі / серія «Classica — мацьопам». — К.: Видавництво Стефана Недериці «Classica», 2019.

### Антології, колективні збірники
- "Незглибима «Криниця»
- «Гранослов»
- «Книготерапія»
- «Кмітливі вірші»
- «Обидва боки погляду»
- «Хрестоматія 1,2 кл.» (ВСЛ)
- «Це зробила вона» («видавництво»)

### Казкотерапія
Член Всеукраїнської арт-терапевтичної асоціації (з 2013 року). Займається казкотерапією з 2006 року. Розробила методики роботи з дітьми дошкільного та молодшого шкільного віку. У своїй дисертаційній роботі досліджувала питання професійного самовизначення методами арт-терапії.
Авторка серій книг «Казкотерапія» і «Музична казкотерапія для малят». Працює з дітьми й дорослими у царині казкотерапії за авторськими методиками.
Працювала консультантом із книготерапії у видавництві «Грані-Т», розробила низку занять для дітей на основі книг цієї серії. Написала психологічні післямови до художніх книг: «Зоряна подорож» (Т.Мельник), «Золота вежа»…, «Вісім днів із життя Бурундука» (І. Андрусяк), «Будинок, який вмів розмовляти» (М. Микицей)…,                

## Відзнаки
- 2000 рік — лауреат конкурсу дитячої поезії «Весняний зорепад».
- 2004 рік — дипломант Міжнародного літературного конкурсу «Гранослов».
- 2005 рік — отримала Грант президента України для талановитої молоді (на видання поетичної збірки).
- 2008 рік — лауреат літературного конкурсу «Кришталеве перо».
- 2012 рік — книжка «Будиночок з Води» увійшла до десяти найкращих книг для дітей за рік (згідно рейтингу «Читають всі»).
- 2011 рік — переможець Всеукраїнського конкурсу творів для дітей про професії.
- 2012 рік — книжка «Країна Сніговія» потрапила до довгого списку премії «Великий їжак».
- 2013 рік — рукопис книги «Птахи та Янголи» увійшов до короткого списку «Корнійчуківської премії».
- 2013 рік — отримала Літературну премію ім. Григорія Чупринки (за свої книжки для дітей «Країна Сніговія» та «Будиночок з води»).
- 2015 рік — стала дипломантом поетичного конкурсу "УРБА-Перехрестя].

## Громадська діяльність
Авторка волонтерських проектів «Дитині — подарунок, солдатові — життя» та «Посилки Доброти» (для дітей загиблих українських Захисників).

## Цитати
«Я завжди відчувала, що тексти, які ми читаємо, або які розповідали нам у дитинстві, значно впливають на наше життя. Коли ми прокидаємося зранку,  важливо, яку історію ми собі розповідаємо: навіщо ми встаємо з ліжка, навіщо нам потрібен цей день… І від історій, які ми розповідаємо ‒ собі,  друзям,  рідним ‒ залежить якість нашого життя.»
«Одна справа ‒ повісити табличку з цінностями на стінах, надрукувати футболки і блокнотики, і зовсім інша ‒ коли співробітник проживає цю цінність, емоційно залучається і транслює її колегам та власним дітям. Цінність стає усвідомленою і виходить на рівень поведінки: втілюється на робочому місці, у спілкуванні з колегами чи клієнтами... Словом, людина з пасивного об’єкта, якому цінність нав’язується зовні, стає активним суб'єктом – носієм цінності.»